# Хотел Београд (мини-серија)
Хотел Београд (рус. Отель Белград) је телевизијска мини-серија из 2020. године, од 3 епизоде, реализована у руско-српској копродукцији. Серија је снимана паралелно са истоименим филмом. У серији су приказaне сцене, које не постоје у филму, а емитована је током 2022. године на каналу Суперстар ТВ.

## Радња
Некадашњи власник московског хотела „Елеон”, Паша, постаје власник хотела са пет звездица у Београду, који му је поклонила тетка, како би свом размаженом сестрићу створила ситуацију у којој ће сазрети. Паша, српски заводник и весељак живи не знајући за невоље све док једног дана случајно не начини штету- вишемилионску! Како би отплатио дуг, шеф мафије приморава Пашу да се ожени његовом ћерком. Док девојка припрема венчање, Паша, након четири године раздвојености изненада сусреће у Београду руску љубав, Дашу. У романтичној атмосфери древног града, њихова осећања поново избијају. Изгледа да им је још увек суђено да буду заједно…а можда не, због будућег таста, правог мужа, слепог деде и пријатеља банкрота!

## Улоге
| Глумац               | Улога                                         |
| -------------------- | --------------------------------------------- |
| Милош Биковић        | Павел Аркадијевич, власник хотела „Београд”   |
| Дијана Пожарска      | Дариа „Даша” Ивановна Канаева                 |
| Љубомир Бандовић     | Душан, Ведранин отац                          |
| Јелисавета Орашанин  | Ведрана, Душанова кћерка                      |
| Александра Кузенкина | Јулија Макаровна Комисарова, Дашина другарица |
| Борис Дергјачов      | Иван                                          |
| Миодраг Радоњић      | Срећко                                        |
| Јегор Корешков       | Петар Алексејевич Романов                     |
| Јелисавета Саблић    | баба                                          |
| Срђан Жика Тодоровић | деда                                          |
| Јаков Јевтовић       |                                               |
| Игор Литовкин        |                                               |
| Предраг Дамњановић   |                                               |
| Миљана Гавриловић    |                                               |
| Матеа Милосављевић   | девојка са села                               |
| Теодора Бјелица      | Јована                                        |
| Софија Милошевић     |                                               |